# EG-lok
EG-lok är ett ellok tillverkat av Siemens för DSB. Loken har sex axlar med axelföljden Co'Co'. Loket är byggt för att kunna köra i Tyskland, Danmark och Sverige. Säkerhets- och elsystemet är byggt för att hantera de olika järnvägsnäten. DSB beställde 1997 13 lok för 536 miljoner kronor. 
Loket ingår i den andra generationen av Siemens Eurosprint-familj. De är byggda för att dra laster upp till 2000 ton och klara av att köra i lutningar upp till 15,6 promille i 120km/h. Det här är för att klara av  lutningarna på Öresundsbron och Stora Bältbron. Det ska även klara av den här lutningen och starta från stillastående.